# Limia
Limia är ett släkte av färskvattenfiskar inom familjen levandefödande tandkarpar, vilka i sin tur tillhör ordningen tandkarpar.

## Arter
FishBase beskriver 21 arter av Limia:
- Limia caymanensis Rivas & Fink, 1970.
- Limia dominicensis (Valenciennes, 1846).
- Limia fuscomaculata Rivas, 1980.
- Limia garnieri Rivas, 1980.
- Limia grossidens Rivas, 1980.
- Limia heterandria Regan, 1913.
- Limia immaculata Rivas, 1980.
- Limia melanogaster (Günther, 1866).
- Limia melanonotata Nichols & Myers, 1923.
- Limia miragoanensis Rivas, 1980.
- Limia nigrofasciata Regan, 1913.
- Limia ornata Regan, 1913.
- Limia pauciradiata Rivas, 1980.
- Limia perugiae (Evermann & Clark, 1906).
- Limia rivasi Franz & Burgess, 1983.
- Limia sulphurophila Rivas, 1980.
- Limia tridens (Hilgendorf, 1889).
- Limia versicolor (Günther, 1866).
- Limia vittata (Guichenot, 1853).
- Limia yaguajali Rivas, 1980.
- Limia zonata (Nichols, 1915).